# Sitio de Budapest
El sitio de Budapest (también denominada como batalla de Budapest) fue una batalla que tuvo lugar en la capital húngara entre el otoño de 1944 y el 13 de febrero de 1945, y tuvo como resultado la captura de Budapest por parte del Ejército Rojo. 
La ciudad era un importante centro de la Europa central, además de ser la capital del último aliado que le quedaba a la Alemania nazi. Su posición constituía además una barrera que protegía las regiones meridionales del Reich alemán y las últimas reservas petrolíferas que estaban en manos alemanas. Frente al poderoso Ejército soviético se oponían grupos selectos de defensores y tropas de élite alemanas, que incluían a tropas de las Waffen-SS y fuerzas húngaras. En el conjunto de los enfrentamientos de la Segunda Guerra Mundial, en términos de bajas la de Budapest se puede comparar con las sangrientas batallas de Stalingrado y Berlín.
Constituyó una de las victorias más importantes de los aliados en su camino a Berlín, dada la importancia de la ciudad, al igual que es considerada por algunos autores como una de las batallas más sangrientas de la campaña en el Frente Oriental. De hecho, algunos autores la han considerado como un segundo Stalingrado.

## Antecedentes
Para 1944 las relaciones entre el Reino de Hungría y la Alemania nazi estaban más tensas que nunca. La negativa del Regente de Hungría, el Almirante Miklós Horthy, de deportar a los judíos a Alemania había generado resentimiento entre los nazis, que tuvieron que presionarlo para que finalmente accediera a iniciar las deportaciones masivas. Gracias a las acciones iniciales de Horthy, 250 000 judíos húngaros pudieron sobrevivir al Holocausto. Sin embargo, desde entonces, Hitler mantuvo dudas acerca de la lealtad del regente de Hungría. De hecho, en marzo de ese año se llevó a cabo la Operación Margarethe, que supuso la ocupación pacífica del país por tropas de la Wehrmacht.
Las sospechas de Hitler se hicieron realidad cuando en el mes de octubre los servicios secretos alemanes descubrieron que el Regente Horthy y su hijo, Nicholas, estaban negociando una paz por separado con emisarios del Ejército Rojo. El 15 de octubre fue enviado a Budapest un comando de las SS al mando de Otto Skorzeny, que secuestró al hijo del almirante Horthy cuando este acudía a una reunión con emisarios de los Aliados. El Regente anunció la rendición de su país por la Radio nacional, lo que provocó una nueva intervención de Comandos-SS. De hecho, Skorzeny lideró un convoy de tropas alemanas y 4 tanques Tiger II en dirección a las puertas del Castillo de Buda. Horthy reconoció que no tenía ni fuerzas ni medios para ofrecer resistencia a las superiores fuerzas alemanas. Una unidad húngara entabló combate con los alemanes durante alrededor de 30 minutos, aunque estos lograron hacerse con el control del Castillo rápidamente y con un mínimo de bajas; solo 7 soldados cayeron muertos y otros 26 hombres fueron heridos.
Cuando al día siguiente Horthy se enteró de la captura de su hijo por los comandos alemanes, se retractó en su Declaración radiada del día anterior y aceptó su renuncia como Regente, pasando a estar prisionero de los nazis hasta el final de la guerra. Inmediatamente fue relevado de su puesto por el conde Ferenc Szálasi, líder del partido fascista Partido de la Cruz Flechada. El líder de los Flechas cruzadas era un ardiente fascista y su gobierno tenía poca u otras intenciones, salvo la de mantener el fascismo intacto y mantener el control de las porciones del Estado Húngaro ocupadas por los nazis.

## Fuerzas presentes
Las fuerzas de asalto soviéticas formaban parte del 2.º Frente Ucraniano del Mariscal Rodion Malinovsky; De esta fuerza, intervinieron la 53.º Ejército, el 7.º Ejército de la Guardia y varias unidades del 3.º Frente Ucraniano del Mariscal Fedor Tolbukhin, como el 46.º Ejército.
Haciendo frente a la masa del Ejército Rojo, las Fuerzas del Eje contaban con el XI Cuerpo de Ejército de Montaña SS (un batiburrillo de unidades de la Wehrmacht y las Waffen-SS) al mando de Karl Pfeffer-Wildenbruch y varias unidades Ejército húngaro al mando del general Iván Hindy. Además, Hitler había designado a Budapest como Festung (fortaleza) que debiera ejercer como una barrera que detuviese al Ejército Rojo en su camino a Viena. La ciudad se hallaba dividida en dos por el río Danubio, destacando dos áreas principales: Buda, en la parte occidental, y Pest, en la parte oriental; antes de 1867 ambas habían sido ciudades independientes. La ciudad cuenta con un gran número de edificios públicos y monumentales resistentes al fuego y fácilmente defendibles.

## Desarrollo de las operaciones

### Establecimiento del cerco

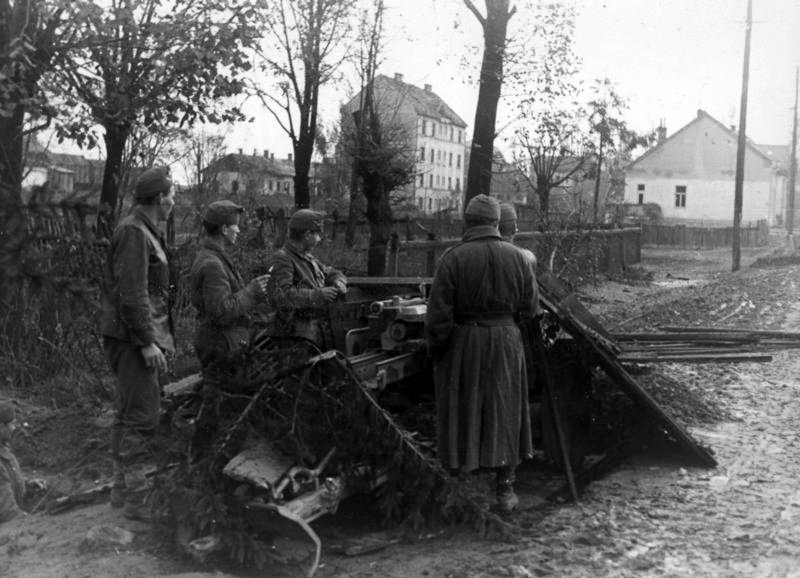
Soldados húngaros a cargo de un Cañón antitanque en los suburbios de Budapest, noviembre de 1944.

El 20 de octubre, el Ejército Rojo al mando del mariscal Rodión Malinovski capturó Debrecen, importante ciudad en la parte oriental de Hungría. A pesar de la reticencia de Malinovski, que deseaba concentrar mayores fuerzas para lanzarse hacia la capital húngara, el 29 de octubre el ejército soviético comenzó el asalto contra Budapest, por imposición de Stalin. Los primeros combates, antes de la llegada de grandes fuerzas blindadas alemanes, les resultaron favorables. El mariscal soviético divide sus fuerzas de 800 000 en dos grandes grupos que debían acercarse a la ciudad desde distintos puntos, intentando dejar atrás a las fuerzas alemanas y húngaras.
El 4 de noviembre, los primeros tanques soviéticos alcanzaron los suburbios al sur y al este de la capital. Detenidos a la espera de la llegada de la infantería, perdieron la oportunidad de penetrar inmediatamente en la ciudad. Se hacen con el control del Aeropuerto de Ferihegy, pero la resistencia húngara demora su avance hacia la ciudad. Al mismo tiempo, los alemanes estaban concentrando importantes unidades blindadas que amenazaban el flanco derecho de la vanguardia soviética, que avanzaba en un estrecho frente. Sin embargo, cuatro días después los soviéticos ya han llegado a los suburbios de Budapest, a unos 20 km del centro urbano. Hacia el 9 de diciembre, Szálasi y su gobierno salieron de la capital en dirección a Szombathely, portando Szálasi la Corona de San Esteban y otros tesoros nacionales consigo mismo. 

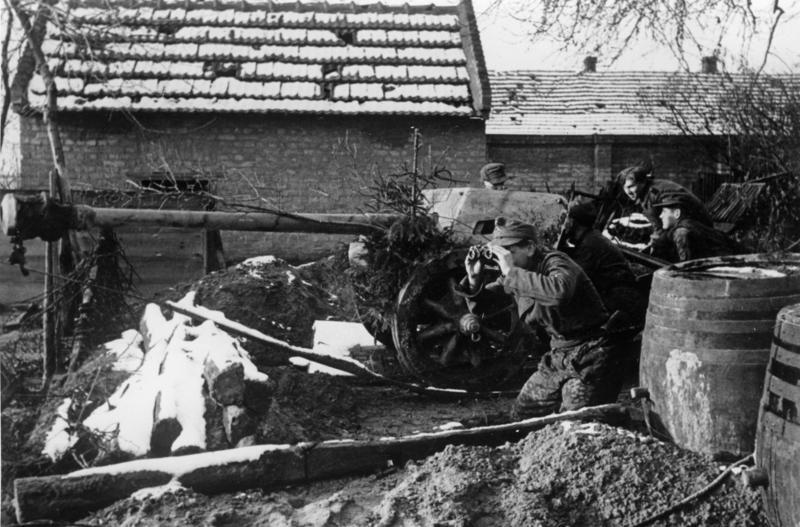
Cañón antitanque alemán durante los combates en el interior de Budapest, en el invierno 1944-1945.

A comienzos de diciembre fueron enviados refuerzos alemanes, consistentes en unidades de caballería: Sin embargo, los soldados hubieron de abandonar sus caballos, ya que al estar sitiada Budapest eran inútiles; por otro lado, la población civil encontró útiles a los caballos cuando se les acabó la comida. El día 12, a los dos ejércitos de Malinovski en Budapest se les suma el 46.º Ejército Soviético del 3º Frente Ucraniano, al mando de Fedor Tolbujin, que ya se había encargado de la ocupación de Rumanía-Bulgaria y la Liberación de Belgrado. La llegada de Tolbujin a la batalla desbarató los planes de defensa de los alemanes, por lo que los soldados del Eje se retiraron de los suburbios orientales de Pest y se concentraron en los distritos centrales de la ciudad. En la noche de Navidad, los tanques alemanes Tiger tienen que repeler al 2.º Frente Ucraniano, que había cruzado el Danubio por el sur y ahora amenazaba Budapest desde el oeste. Al mismo tiempo, Tolbujin ataca desde el sur y el este. El día 26 es tomada la carretera que comunica Budapest con Viena, y con ello da comienzo el cerco soviético a Budapest; Los defensores alemanes y húngaros quedan aislados junto a unos 800.000 civiles que todavía permanecen en la ciudad. 
Ante la proximidad de la Conferencia de Yalta, Stalin presiona a Malinovski para que este de comienzo a la toma de la ciudad, dado que desea mostrar resultados rápidos a Winston Churchill y Franklin Roosevelt en el próximo encuentro con los líderes aliados. El 29 de diciembre, Malinovski envía dos emisarios a Budapest a negociar la capitulación, pero los emisarios nunca regresaron; Si bien los alemanes aseguran que fueron asesinados por los mismos soviéticos, por su parte estos sospechan que murieron por fuego amigo. Malinovski lo interpreta como una actitud desafiante y ordena continuar el sitio. La agencia de noticias soviética TASS declara que la muerte de los emisarios es un serio crimen de guerra, e invoca a los soldados soviéticos que no tengan compasión con los defensores germano-húngaros.

### Batalla de Pest

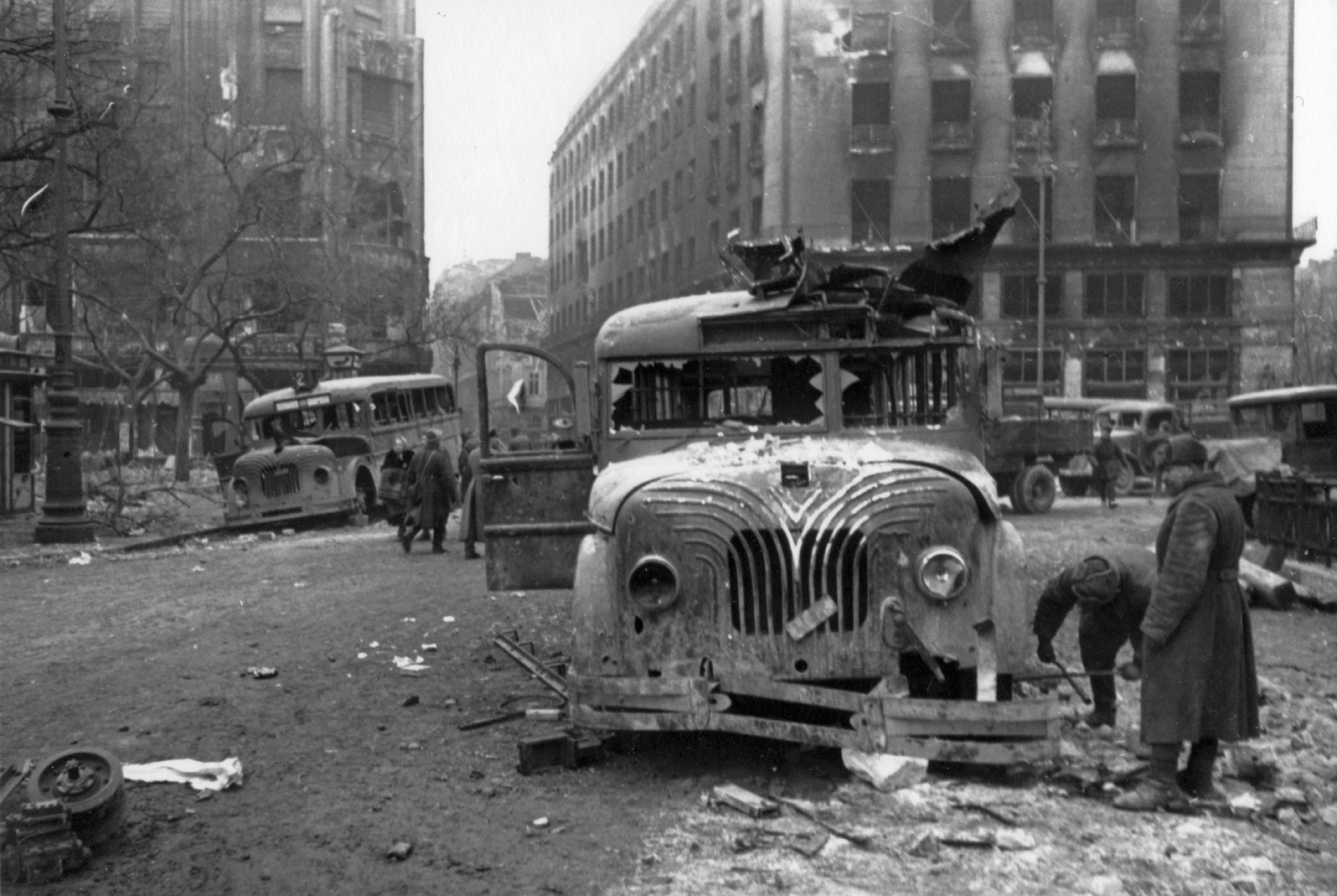
Panorama urbano de Budapest en 1945, poco después de finalizar los combates.

Los soviéticos comenzaron a avanzar hacia el centro desde los suburbios orientales, los cuales marcharon rápido aprovechando las anchas avenidas existentes en el área de Pest. Los alemanes decidieron concentrarse en la zona de Buda, que tiene un relieve geográfico más adecuado para una estrategia defensiva. La lucha urbana cada vez adquiere una mayor virulencia, y el frío y las bajas temperaturas hicieron mella en las tropas alemanas y húngaras. A partir del 11 de enero la ofensiva soviética vio incrementado su ataque, especialmente desde el Norte y el Este. El bombardeo de la artillería rusa era intenso en toda la ciudad, y demostró ser especialmente efectivo en las anchas avenidas y plazas de Pest.
La conquista definitiva del Aeropuerto de Ferihegy por el Ejército Rojo (27 de diciembre) había supuesto un duro golpe para los defensores, pues ello dificultaba la llegada de nuevos suministros para la guarnición cercada. Desde comienzos de enero se habían utilizado algunas de las anchas avenidas o parques cercanos al Castillo de Buda como zonas de aterrizaje para aviones y planeadores. El día 12 los fusileros soviéticos conquistaron el Hipódromo tras una violenta lucha, ocupando la pista de carreras que había sido una de las vías de llegada de nuevos suministros aéreos. El 15 de enero la guarnición de Budapest había anunciado por radio la grave escasez de suministros para poder seguir combatiendo, aunque ese mismo día la Luftwaffe lanzó 6 toneladas de suministros suficientes para prolongar la agonía alemana por unos días más.[cita requerida] A partir de entonces se empezó a hacer habitual la carne de caballo entre los sitiados. 
A partir del 13 de enero, grupos de asalto del Ejército Rojo se dirigieron hacia el Edificio de la Ópera, la Universidad y el Edificio del Parlamento, que eran defendidos por tropas de las Waffen-SS y donde tendrían lugar algunos de los combates más encarnizados de toda la batalla.
A mitad de mes la isla de Csepel fue conquistada por los soviéticos, incluyendo las importantes factorías y fábricas de armamento que existían en la zona. En Pest se deterioró gravemente la situación para las tropas del Eje, puesto que cada vez se veían más expuestas a quedar cercadas por los avances soviéticos. El racionamiento y la falta de suministros también estaban haciendo estragos entre los defensores de esta área. El día 17, Hitler accede por fin a retirarse completamente de Pest; En aquellos momentos se produjo un colapso, consecuencia del tráfico que se originó por la huida de numerosa población hacia Buda ante la llegada de las tropas del Ejército Rojo. Al día siguiente, completada la evacuación, cinco históricos puentes fueron dinamitados por los alemanes a pesar de las protestas de la población de Budapest.

### Contraataques alemanes

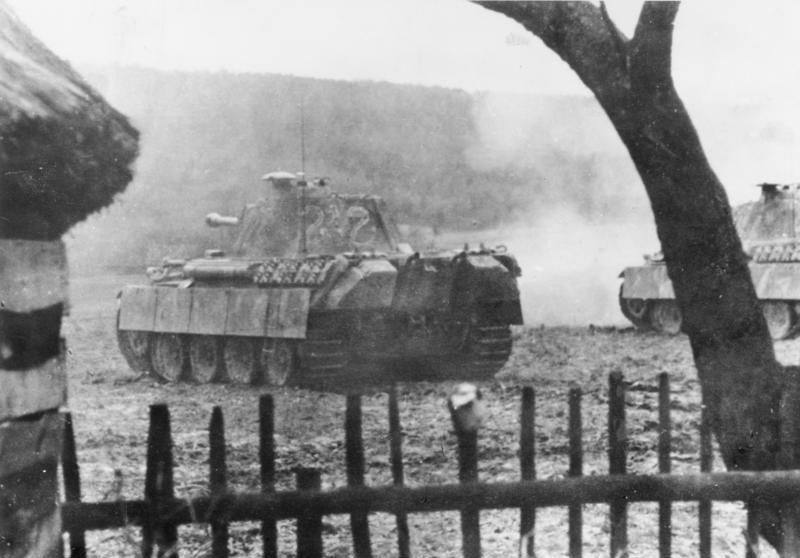
Tanques Panzer V Panther durante los combates en Hungría en diciembre de 1944.

Exasperado ante las noticias que le llegan desde la ciudad del Danubio, Hitler ordena que se inicie la Operación Konrad, cuyo objetivo es liberar Budapest; Para este objetivo se sacan recursos del frente de Varsovia, sin siquiera consultar al comandante de este sector. En la noche de Año Nuevo de 1945, las tropas alemanas lanzan ataques desorganizados contra el cerco soviético con vistas a encontrar puntos débiles. Al mismo tiempo, tropas de las Waffen-SS irrumpen desde dentro de la ciudad hacia el oeste, con la intención de contactar con las tropas de socorro que se encuentran en el exterior. El 3 de enero, cuatro divisiones soviéticas repelen a los atacantes alemanes, que han logrado situarse a solo 25 km del centro de la ciudad, logrando desbaratar la ofensiva germana.
El 11 de enero, en una nueva ofensiva (Konrad II) los alemanes se acercan al aeropuerto de la ciudad, pero la resistencia soviética y la dificultad del terreno echarán por tierra esta tentativa. Al final, el 12 de enero Hitler cancela la operación y los alemanes se retiran.
El 20 de enero, otra nueva ofensiva de las tropas SS al sur de la ciudad (Konrad III) logra llegar cerca del Danubio, alterando el tráfico soviético. Stalin ordena a sus hombres resistir y no ceder ningún metro del terreno. Los tanques del III Cuerpo Panzer y del IV Cuerpo Panzer SS llegan al lugar de la zona de batalla e intentan avanzar hacia Budapest, que está a 20 km, pero sin reservas ni recursos suficientes la ofensiva alemana fracasa de nuevo. Los defensores de Budapest piden permiso para retirarse y entrar en contacto con sus rescatadores, pero Hitler rechaza esta opción. El 28 de enero, las fuerzas alemanas de socorro son obligadas a retirarse y defensores quedan definitivamente abandonados a su suerte, muchos de los cuales están heridos o gravemente enfermos. El 30 de enero, Hitler recibe el siguiente mensaje de Budapest: «La gente ha perdido toda la esperanza».[cita requerida]

### La batalla de Buda
El 6 de febrero los soviéticos empiezan a avanzar en el área de Buda, dirigiéndose hacia la Colina Gellért y la ciudadela. Al ser capturada la ciudadela, los cañones de 88 mm alemanes son llevados al Castillo del área gubernamental, donde siguen atacando al Ejército Rojo. La lucha es especialmente intensa en el cementerio, donde la artillería ha arrancado muchos ataúdes del suelo. A comienzos de febrero la isla Margarita en el Danubio ya ha sido conquistada por los grupos de asalto soviéticos.
En este momento de la batalla, la mayor parte de los húngaros ha desertado, por lo que la mayoría de los defensores son tropas alemanas de la Wehrmacht o las SS. Una vez conquistada la colina de la ciudadela, los soviéticos dominan toda la ciudad. Los alemanes, agazapados en dos kilómetros cuadrados, sufren el constante bombardeo de la artillería pesada rusa, además de las enfermedades y la malnutrición, puesto que desde hacía semanas solamente recibían setenta y cinco gramos de pan al día y carne de caballo. Después de expulsar a los alemanes de la Estación del Sur, con altas bajas en ambos bandos, los soviéticos se dirigen al Castillo, que acabarán capturando el 10 de febrero. Rápidamente se establece una cabeza de puente a este sector, por el que empiezan a llegar más y más soldados soviéticos.
El comandante alemán, el SS-Oberstgruppenführer Pfeffer von Wildenbruch, ordena que se intente romper el cerco en tres direcciones, con la esperanza de lograr alcanzar las líneas alemanas. Ningún soldado alemán tenía esperanzas de alcanzar el objetivo, pero la resignación los hizo luchar, ya que la mayoría de ellos prefería morir combatiendo antes que ser hechos prisioneros del Ejército Rojo. La inteligencia militar soviética ya había informado a su comandante de este intento de ruptura y, antes de que se iniciara la tentativa, había retirado a sus tropas de vanguardia a las posiciones de Széll Kálmán tér. 
De las tres columnas de escape, la primera aprovechó la niebla para escapar y evitar las líneas enemigas aunque la artillería soviética cayó sobre los siguientes grupos que trataban huir, sembrando la completa confusión entre los defensores alemanes. Sin embargo, en medio del caos, un grupo no fue alcanzado completamente, y como resultado grupos dispersos pudieron escapar del cerco hacia Viena. Alrededor de 600-700 soldados germanos lograron alcanzar las líneas propias, junto a un pequeño grupo de húngaros.
El 13 de febrero los generales Von Wildenbruch e Iván Hindy fueron hechos prisioneros por el Ejército Rojo junto con los restos de la guarnición alemana; La mayoría de los oficiales de las Waffen-SS prefirieron suicidarse antes que caer prisioneros de los soviéticos.[cita requerida]

## Masacre de la comunidad judía

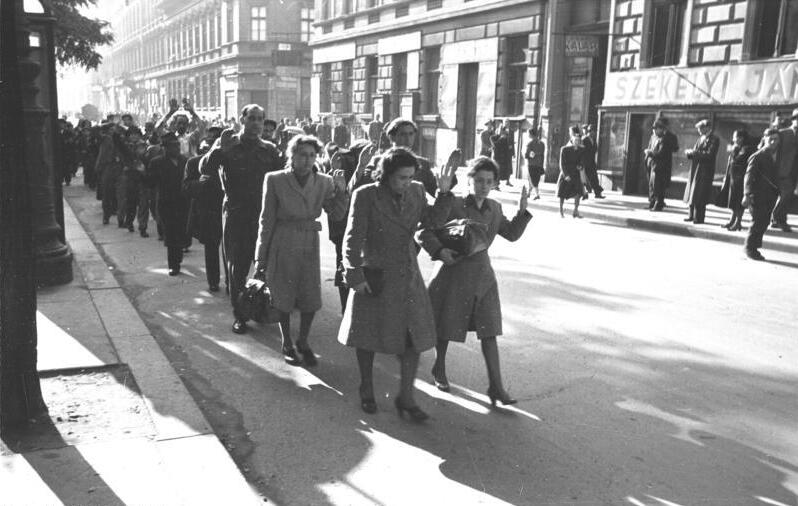
Detención de judíos húngaros a plena luz del día, el 22 de octubre de 1944.

Desde la primavera de 1944 se venía produciendo la sistemática deportación de los judíos húngaros, especialmente desde que el país fuera ocupado por las tropas alemanas. Las deportaciones continuaron hasta que el primer ministro Géza Lakatos las detuvo por un tiempo, pero éstas se reanudaron e intensificaron cuando Ferenc Szálasi se convirtió en Líder húngaro. A comienzos de diciembre, se estableció un gueto en Budapest para concentrar a la población judía que todavía quedaba en capital.
Durante el periodo de mayor apogeo de los combates, batallones de la muerte tanto de las SS alemanas como de los Cruces flechadas húngaros organizaron la detención, secuestro y asesinato de 80 000 judíos húngaros que vivían en la capital, matanzas que continuaron incluso cuando las tropas soviéticas habían cercado la ciudad. Se sabe que a finales de año aproximadamente 200 judíos fueron llevados a los puentes que cruzaban el Danubio; Allí se les disparó masivamente, para a continuación ser arrojados a las heladas aguas del río. El diplomático español Ángel Sanz Briz, con la ayuda del italiano Giorgio Perlasca, organizó la evacuación de cuantos judíos le fue posible sacar del país. Por ello, ha sido conocido como El Ángel de Budapest y recibió el reconocimiento de Justo entre las Naciones que otorga la organización israelí Yad Vashem. El diplomático sueco Raoul Wallenberg también realizó una importante labor en este sentido, logrando sacar de Budapest a un importante número de judíos húngaros.

## Resultados

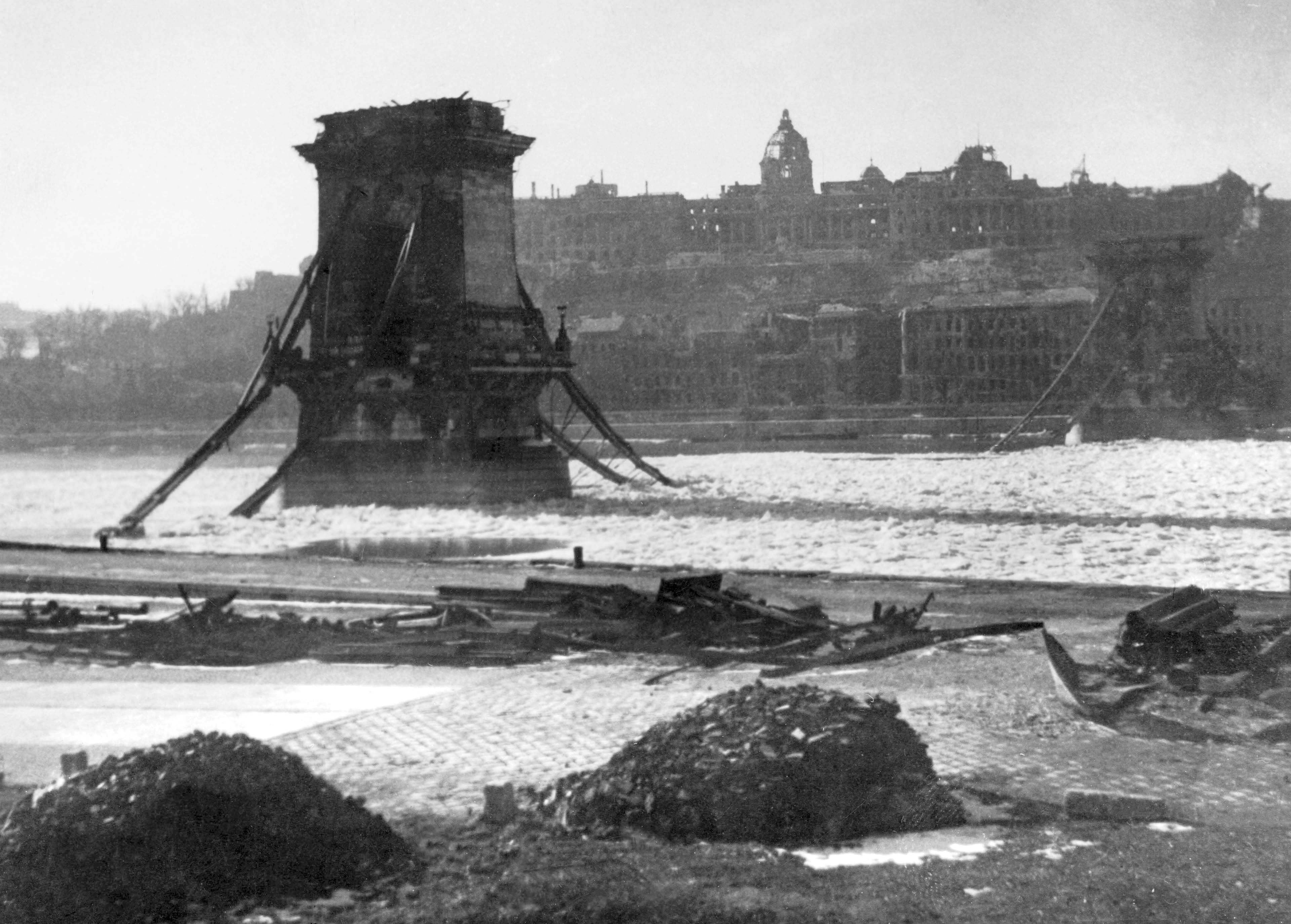
El Castillo de Buda y el Puente de las Cadenas semidestruidos. Fotografía tomada el 3 de febrero de 1946, ya en la posguerra.

El 80 % de los edificios de Budapest fueron destruidos o dañados, incluyendo el Castillo de Buda y el edificio del Parlamento húngaro, además de los cinco puentes sobre el Danubio. La batalla de Budapest ha sido considerada como una de las batallas más violentas del Frente Oriental de la Segunda Guerra Mundial, al nivel de la batalla de Stalingrado. Algunos autores la han considerado como un segundo Stalingrado.
Unos 40 000 defensores murieron en el sitio y el resto de supervivientes fueron heridos o hechos prisioneros; De hecho, los alemanes perdieron la mayor parte de sus unidades: la 13.ª División-Panzer, la 60.ª División de Panzergranaderos "Feldherrnhalle", la 8.ª División de Caballería SS "Florian Geyer" y la 22.ª División de Caballería SS Voluntarios "Maria Theresia". Incluso el comandante de la 13.ª División-Panzer, Gerhard Schmidhuber, había resultado muerto durante los combates. El fuerte desgaste sufrido por las unidades del Eje en Budapest dejó exhaustas a sus fuerzas, aunque estas todavía poseían las suficientes reservas que en marzo de 1945 les permitieron lanzar la Ofensiva del Lago Balatón. 
Las fuerzas soviéticas también sufrieron un elevado número de bajas, con unos 80 000 muertos y numerosos heridos. Sin embargo, después de los combates en Budapest el Ejército Rojo avanzó hacia la antigua capital imperial de Viena, cuya captura resultaría mucho menos costosa y más rápida que la capital húngara.
Unos 38 000 civiles murieron, muchos de ellos de hambre o enfermedades. Además fueron violadas por soldados soviéticos unas 50 000 mujeres, aunque hay quien calcula que lo fueron casi todas las mujeres y niñas desde los 10 hasta los 70 años de edad. Muchos libros se han hecho eco de estos acontecimientos. Seguramente el más relevante internacionalmente ha sido Tengo quince años y no quiero morir, escrito por la autora húngara Christine Arnothy. El también húngaro Sándor Márai escribió al respecto.